# George Abela
George Abela (en maltés: Ġorġ Abela; nacido el 22 de abril de 1948 en Marsascala, Malta) es un político maltés. Fue entre 2009 y 2014 presidente de Malta.

## Biografía
George Abela nació en Qormi, Malta. Asistió a la escuela primaria local en Qormi, y al Liceo Hamrun. En 1965 se matriculó en la Universidad de Malta, donde obtuvo su grado de Bachelor of Arts. Continuó sus estudios y se convirtió en notario público, y en 1975 se graduó como abogado. Fue inmediatamente contratado por la Unión General de Trabajadores como un consultor jurídico y trabajó dentro de la unión durante 25 años, lo que le generó la obtención de una considerable experiencia en el derecho laboral.

## Asociación de Fútbol de Malta
En 1982, después de servir como presidente del Qormi FC, fue elegido presidente de la Asociación de Fútbol de Malta. Él trajo cambios en el Ministerio de Relaciones Exteriores, y la mejora de la infraestructura, donde la motivos de formación, un gimnasio, y construyó una clínica de fisioterapia, y se instaló la iluminación artificial. Los jugadores de la Selección nacional de fútbol de Malta fueron contratados por primera vez en la formación sobre una base profesional.

## Partido Laborista
Después de diez años, en 1992, dejó el cargo y tomó el puesto de vicepresidente responsable de Asuntos de las Partes en el Partido Laborista. Tras la victoria electoral del partido en 1996, fue designado como Asesor Legal del primer ministro, Alfred Sant, y, por tanto, asistió a reuniones de gabinete. Él renunció a este puesto en 1997 a raíz de desacuerdos con el primer ministro Alfred Sant. En 1998 se rompieron todos los vínculos con el Partido del Trabajo informó, debido a su desacuerdo con la parte ejecutiva la decisión de llamar a una pronta elección que se consideró necesaria debido a la crisis parlamentaria en el momento de despliegue. En el año 2000, país perdió el favor de la Unión General de Trabajadores de la administración y oficialmente roto todos los vínculos con la organización.
Desde el año 2000 cambió su enfoque a la práctica jurídica privada, en calidad de consultor jurídico de diversas entidades gubernamentales, incluida la malta de Medio Ambiente y de Planificación (MEPA) y la Unión Europea Malta Directivo Comité de Acción (MEUSAC). Esto, y su persistente crítica pública de la Unión, los medios de comunicación llevó a especular acerca de un nuevo encontrado afinidad con la administración nacionalista, en particular con el entonces primer ministro Edward Fenech Adami y ministro del gabinete Austin Gatt. Estas especulaciones demostrado ser muy influyentes en el 2008 el liderazgo del Trabajo concurso. También actuó como asesor jurídico a cuatro recién fundada sindicatos, incluidos los cargadores de muelle Malta Sindicato.
Se impugnó la elección de nuevo líder del Partido Laborista tras la dimisión de Alfred Sant, en 2008, junto con Evarist Bartolo, Marie Louise Coleiro Preca, Joseph Muscat y Michael Falzon. El liderazgo se decidió impugnar por medio de una segunda vuelta entre Mascate y Abela, que tuvo lugar el 6 de junio de 2008. Abela en segundo lugar con 291 votos (33,64 %), los Joseph Muscat que obtuvo 574 votos (66,36 %). Recién elegido Joseph Muscat inmediatamente lo invitó a participar en asuntos de partido en el marco del nuevo liderazgo, y Abela fue nombrado como representante del Partido Laborista de Malta en la UE-Directivo Comité de Acción (MEUSEC).

## Presidencia
El 12 de enero de 2009, el primer ministro Lawrence Gonzi anunció que el Gobierno apoyaba a George Abela como el siguiente presidente de Malta. Fue para tomar el cargo que tenía Eddie Fenech Adami, cuyo mandato de cinco años como presidente de Malta terminaba el 4 de abril de 2009. Esta fue la primera vez en la historia de Malta en el que un gobierno nombró a un Presidente de la oposición. Abela renunció a MEUSAC y al Partido del Trabajo. El 1 de abril de 2009, la Cámara de Representantes aprobó a George Abela como la 8 ª presidente de la República. La moción fue apoyada por Joseph Muscat el líder de la oposición y por Gonzi, el primer ministro. El 4 de abril de 2009, al mediodía, George Abela juró como presidente de Malta. Tras las elecciones presidenciales de 2014, desde el 4 de abril fue sucedido en el cargo por la nueva presidenta del país, Marie-Louise Coleiro Preca.
| Predecesor: Eddie Fenech Adami | Presidente de la República de Malta 2009-2014 | Sucesor: Marie-Louise Coleiro Preca |